# Peres Imre
Peres Imre (1953. január 2. –) református lelkész, vallástörténész, egyetemi tanár.

## Élete
Pozsonyban érettségizett (1973). A prágai Károly Egyetem Comenius Evangélikus Teológiai Karán szerzett oklevelet (1978). 1978–1984-ben segédlelkész, 1984–2003-ban Padány és Bögellő, 2003-tól a pozsonyi gyülekezet ref. lelkipásztora. 1996–2004-ben a komáromi Calvin János Teológiai Akadémia tanszékvezető docense, 2004-től a Selye János Egyetem Teológiai Karának dékánhelyettese és tanára, 2007-től a Debreceni Református Hittudományi Egyetem professzora. A Patmosz – Bibliai Tudományok Kutatóintézetének vezetője. Kutatási területei az újszövetségi teológia/eszkatológia, a görög-római vallástörténet, a reformátori bibliafordítások, és a valláspedagógia.

## Főbb művei
- Peres Imre, Németh Áron (szerk.)Az ókori keresztyén világ (III.): Az ókori egyház eszkatológiai vetületei, Debreceni Református Hittudományi Egyetem, 2016. 234 p.(Patmosz Könyvtár) ISBN 978-963-8429-89-6
- Pillantások a végidőkbe: Rövid elmélkedések a Jelenések könyve fölött, Debrecen: Debreceni Református Hittudományi Egyetem, 2016. 64 p.(Patmosz Könyvtár; 3.) ISBN 978-963-8429-73-5
- Pál apostol túlvilági látomásai Debrecen: Debreceni Református Hittudományi Egyetem, 2015. 102 p.(Patmosz Könyvtár; 2.) ISBN 978-963-8429-83-4
- Peres Imre, Jenei Péter (szerk.)Az ókori keresztyén világ: Konferenciakötet, Debrecen: Debreceni Református Hittudományi Egyetem, 2012.(Patmosz Könyvtár; 1.) ISBN 978-963-8429-70-4

## Legfontosabb publikációi
- Eschatologické motívy apoštolskej doby (Az apostoli kor eszkatológiai motívumai), Bibliotheca Antiqua et Biblica 2, Bratislava, Academia Christiana, 2013, 180 old.  helytelen ISBN kód: 979-80-968565-5-8
- Sünde und Versöhnung aus eschatologischer Sicht bei Paulus in: Michael Beintker-Fazakas Sándor (Hg.), Die öffentliche Relevanz von Schuld und Vergebung. Perspektiven Reformierter Theologie, Studia Theologica Debrecinensis, DRHE, Debrecen, 2012,pp. 81–95 ISSN 2060-3096, ISBN 978-963-8429-73-5
- Sepulkralische Anthropologie, in: M. LABAHN-O. LEHTIPUU (eds.): Anthropology in the New Testament and its Ancient Context, [CBETh 54 = Contributions to Biblical Exegesis & Theology], Leuven, Peters Publishers, 2010, pp. 169–182
- Comenius chiliazmusa, in: Apokalyptische Orientation, Selye János Egyetem,Komárno 2009, pp. 138–156
- Kálvin írásértelmezése és írásmagyarázatai, in: Fazakas S. (szerk.): Kálvin időszerűsége, Budapest, Kálvin János Kiadó 2009, pp. 47–78
- Eschatologické motívy apoštolskej doby (Az apostoli kor eszkatológiai motívumai), Bibliotheca Antiqua et Biblica 2, Bratislava, Academia Christiana, 2013, 180 old.  helytelen ISBN kód: 979-80-968565-5-8
- Sünde und Versöhnung aus eschatologischer Sicht bei Paulus in: Michael Beintker-Fazakas Sándor (Hg.), Die öffentliche Relevanz von Schuld und Vergebung. Perspektiven Reformierter Theologie, Studia Theologica Debrecinensis, DRHE, Debrecen, 2012,pp. 81–95 ISSN 2060-3096, ISBN 978-963-8429-73-5.
- Sepulkralische Anthropologie, in: M. LABAHN-O. LEHTIPUU (eds.): Anthropology in the New Testament and its Ancient Context, [CBETh 54 = Contributions to Biblical Exegesis & Theology], Leuven, Peters Publishers, 2010, pp. 169–182
- Griechische Grabinschriften und neutestamentliche Eschatologie, Mohr Siebeck, WUNT 157, Tübingen, 2003, pp. 1–340
- Aspekty výchovy a vzdelávania v antike a v spisoch Nového zákona (= A nevelés és képzés aspektusai az ókorban és az Újszövetségben), Bibliotheca Antiqua et Biblica 1, Academia Christiana, Bratislava 2002, pp. 1–270